# Karshi
Karshi ((UZ)  Qarshi, Қарши; (FA)  نخشب; (RU)  Карши) è il capoluogo della regione di Kashkadarya, nella parte sud dell'Uzbekistan e ha una popolazione di 231.093 abitanti (calcolata per il 2009). Si trova a circa 520 km a sud-ovest di Tashkent, 335 km a nord del confine usbeco con l'Afghanistan (latitudine 38° 51' 48N; longitude 65° 47' 52E) e a un'altitudine di 374 m s.l.m.

## Storia
Originariamente Karshi era stata la città sogdiana di Nakhshab, quindi la città persiana di Nasaf, e la seconda città dell'Emirato di Bukhara. Era una tappa sulle rotte carovaniere tra Balkh e Bukhara. I khan mongoli Kebek e Qazan, del Khanato Chagatai, eressero qui dei palazzi, in quella che era la zona dei pascoli estivi di Gengis Khan. Nel 1364, anche Tamerlano eresse un palazzo fortificato e circondato da un fossato in quella che è ora la parte sud della città. Il moderno nome di "Karshi" significa appunto fortezza.
Con il declino di Shahrisabz nel XVIII secolo, Karshi crebbe d'importanza e fu sede del principe ereditario dell'Emirato di Bukhara. La città aveva all'epoca una doppia serie di mura, 10 caravanserragli e 4 madrase. Nel 1868, i russi annetterono la valle di Zarafshan, e nel 1873, il trattato che convertiva Bukhara in un protettorato russo, fu firmato a Karshi.

## Economia
La città si trova al centro di una fertile oasi che produce frumento, cotone e seta. Nei primi anni settanta fu completata la prima sezione di un più ampio progetto d'irrigazione che prevedeva la deviazione dell'acqua dal fiume Amu Darya dalla regione orientale del Turkmenistan verso l'Uzbekistan per irrigare il territorio intorno a Karshi. Quasi tutti i campi irrigati intorno alla città sono coltivati a cotone. Karshi è inoltre importante per la produzione di gas naturale e per la lavorazione dei tappeti.

## Principali monumenti

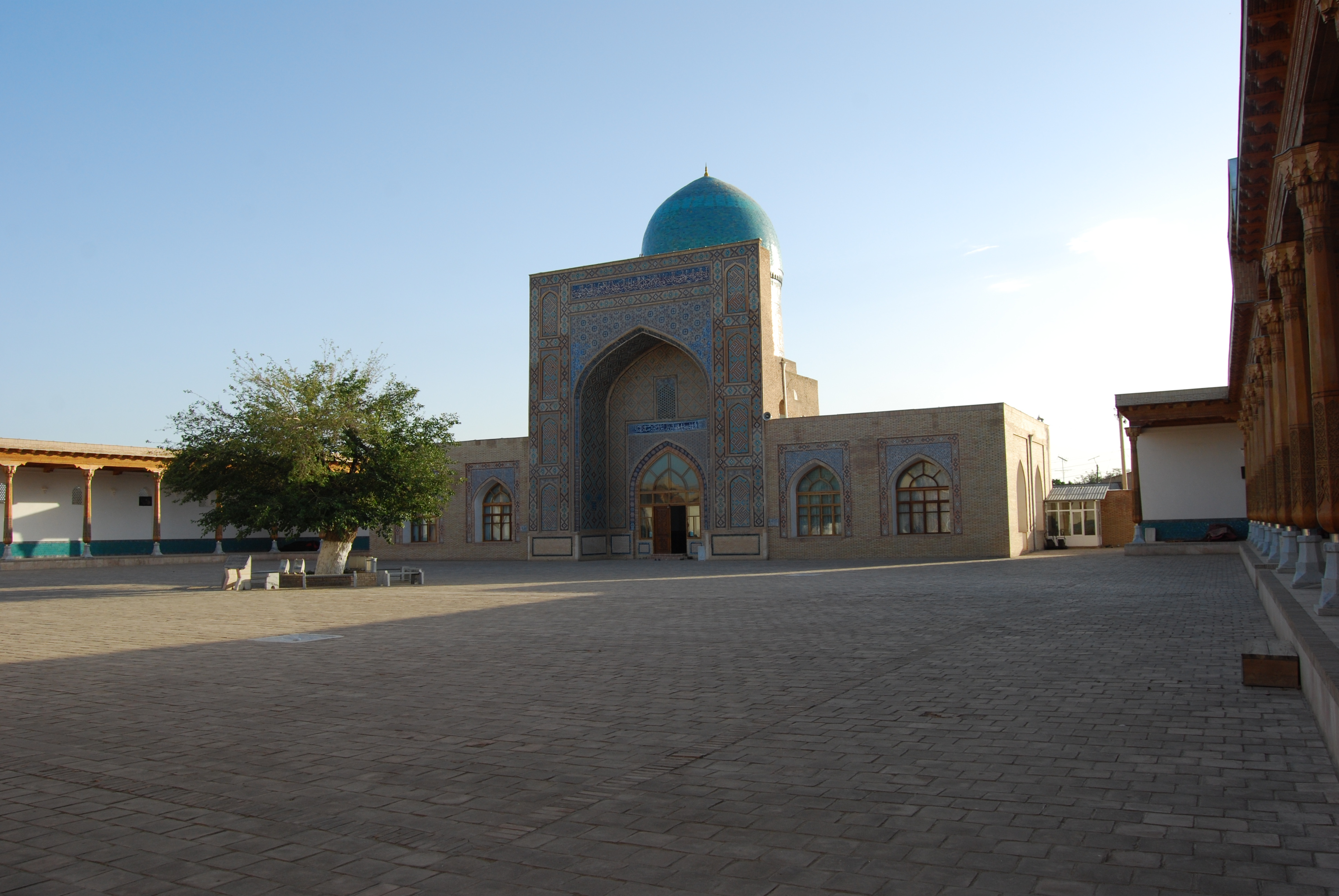
La moschea di Kok Gumbaz, a Karshi.

- Madrasa Khoja Adbul Aziz - la più grande della città, ha ospitato dal 1975 al 2007 il Museo regionale.
- Madrasa Rabiya - madrasa femminile del tardo XIX secolo.
- Moschea Kok Gumbaz - parte di un complesso di edifici del XVI secolo.
- Monumento commemorativo della seconda guerra mondiale - forse uno dei più monumentali dell'ex Unione Sovietica.
- Museo statale di storia e cultura della regione di Kashkadarya